# Sundoreonectes tiomanensis
Speonectes tiomanensis là một loài cá vây tia thuộc họ Balitoridae. Loài này chỉ có ở Malaysia.